# Gare de Bandol
Gare de Bandol vasútállomás Franciaországban, Bandol településen.

## Vasútvonalak
Az állomást az alábbi vasútvonalak érintik:
- Marseille–Ventimiglia-vasútvonal

## Kapcsolódó állomások
A vasútállomáshoz az alábbi állomások vannak a legközelebb:
- Gare d’Ollioules - Sanary
- Gare de Saint-Cyr-Les Lecques - La Cadière